# Хасанов, Мурат Русланович
Мура́т Русла́нович Хаса́нов (род. 10 декабря 1970, Кошехабльский район, Краснодарский край) — советский и российский самбист и дзюдоист, самый титулованный самбист в мире, 19-кратный чемпион России, 6-кратный чемпион Европы, 11-кратный чемпион мира по самбо, 8-кратный обладатель Кубка мира, заслуженный мастер спорта России (1995 год). Заслуженный работник физической культуры Российской Федерации (2013). Депутат Государственной Думы ФС РФ. Член комитета ГД по физической культуре, спорту, туризму и делам молодежи.
Из-за поддержки вторжения России на Украину находится под международными санкциями Евросоюза, США, Великобритании и ряда других стран.

## Биография
Начал заниматься спортом в родном селе под руководством тренера Шихама Берзегова. В 1986 году стал заниматься в Майкопской СДЮШОР. Его тренерами были Сергей Себелев, Виктор Невзоров, Арамбий Хапай.
В 1992 году окончил факультет физического воспитания Майкопского педагогического института, в 2004 году — юридический факультет Адыгейского государственного университета.
11-кратный чемпион мира (1994, 1995, 1998—2006 годы), серебряный призёр чемпионата мира 1997 года, бронзовый призёр чемпионата мира 1996 года, бронзовый призёр чемпионата СНГ по дзюдо (1992). Полтора десятка лет был капитаном сборной команды России по самбо. С 1997 года и до завершения спортивной карьеры не потерпел ни одного поражения. Многократно признавался лучшим самбистом России.
17 января 2007 года был назначен председателем Комитета по физической культуре и спорту Республики Адыгея. Депутат Государственной думы Российской Федерации VII созыва.
Хобби: книги, охота, рыбалка, разведение лошадей.
Участвовал в эстафете олимпийского огня 2014 года.

## Законотворческая деятельность
С 2016 по 2019 год, в течение исполнения полномочий депутата Государственной Думы VII созыва, выступил соавтором 14 законодательных инициатив и поправок к проектам федеральных законов.

## Спортивные результаты

### Дзюдо
- Чемпионат России по дзюдо 1997 года — ;
- Чемпионат России по дзюдо 1998 года — ;
- Чемпионат России по дзюдо 1999 года — ;
- Абсолютный чемпионат России по дзюдо 2000 года — ;

### Самбо
- Чемпионат России по самбо 1992 года — ;
- Чемпионат России по самбо 1993 года — ;
- Чемпионат России по самбо 1994 года — ;
- Чемпионат России по самбо 1995 года — ;
- Чемпионат России по самбо 1996 года — ;
- Чемпионат России по самбо 1997 года — ;
- Чемпионат России по самбо 1998 года — ;
- Чемпионат России по самбо 1999 года — ;
- Чемпионат России по самбо 2000 года — ;
- Чемпионат России по самбо 2001 года — ;
- Чемпионат России по самбо 2002 года — ;
- Чемпионат России по самбо 2003 года — ;
- Чемпионат России по самбо 2004 года — ;
- Чемпионат России по самбо 2005 года — ;
- Абсолютный чемпионат России по самбо 2005 года — ;
- Чемпионат России по самбо 2006 года — ;
- Абсолютный чемпионат России по самбо 2006 года — ;

## В искусстве
Художник В. Ф. Баркин нарисовал картину «Король самбо Мурат Хасанов (11-кратный чемпион мира)» (холст, масло, 100х100 см). Работа над картиной продолжалась с 2008 по 2010 годы.

## Семья
Женат. Супруга Саида — филолог. Два сына и дочь.

## Награды
- Орден Дружбы (21 сентября 2003 года) — за большой вклад в развитие физической культуры и спорта[9]
- Медаль ордена «За заслуги перед Отечеством» II степени (8 ноября 2023 года) — за большие заслуги в развитии и популяризации самбо в Российской Федерации, многолетнюю добросовестную работу[10]
- Заслуженный работник физической культуры Российской Федерации (13 сентября 2013 года) — за заслуги в развитии физической культуры и спорта и многолетнюю добросовестную работу[11]